# Danny Pieters
Danny Cyrille Pieters (Ukkel, 13 oktober 1956) is een Belgisch hoogleraar emeritus socialezekerheidsrecht en rechtsvergelijking aan de Katholieke Universiteit Leuven en voormalig Vlaams-nationalistisch politicus. Hij zetelde als senator voor de N-VA en was voorzitter van deze instelling van 2010 tot 2011.

## Biografie

### Hoogleraar
Danny Pieters studeerde in 1979 af als licentiaat in de rechten aan de Katholieke Universiteit Leuven en datzelfde jaar voltooide hij een Deutsche Hochschulsprachprüfung aan de Universiteit van Keulen. Hij was tijdens zijn studies in Leuven lid van het Katholiek Studentencorps te Brussel, dat tot het Katholiek Vlaams Hoogstudentenverbond behoort, en tijdens zijn studies in Keulen lid van K.D.St.V. Rheinland Köln, die tot het Cartellverband der katholischen deutschen Studentenverbindungen behoort. Op 15 februari 1985 behaalde hij zijn doctoraat in de rechten op een proefschrift "Sociale grondrechten op prestaties in de grondwetten van de lidstaten van de Europese Gemeenschap", waaraan de vierjaarlijkse Europese Emile Bernheim-prijs werd toegekend.
Van 1980 tot 1981 was Pieters wetenschappelijk onderzoeker verbonden aan het Fonds voor Kollektief Fundamenteel Onderzoek en van 1982 tot 1986 aspirant verbonden aan het Nationaal Fonds voor Wetenschappelijk Onderzoek. Van 1986 tot 1992 was hij buitengewoon hoogleraar Nederlands, vergelijkend en Europees socialezekerheidsrecht aan de Universiteit van Tilburg in Nederland, alsook was hij van 1986 tot 1989 hoofddocent aan de rechtsfaculteit aan de Universiteit van Tilburg. Van 1988 tot 2000 was hij directeur van het ERASMUS- en TEMPUS-programma 'Sociale zekerheid in Europa'. Vanaf 1988 was hij verbonden aan de faculteit Rechtsgeleerdheid van de KU Leuven, van 1988 tot 1989 als docent, van 1989 tot 1992 als hoofddocent, van 1992 tot 1996 als hoogleraar, van 1996 tot 1999, van 2003 tot 2010 en van 2013 tot 2021 als gewoon hoogleraar en van 1999 tot 2003, van 2010 tot 2013 en van 2021 tot 2022 als buitengewoon hoogleraar.
Van 1992 tot 1999 was hij gewoon hoogleraar socialezekerheidsrecht aan de Katholieke Universiteit Brussel.
Van 1991 tot 1999 was hij lid van het toezichtscomité van de Kruispuntbank van de Sociale Zekerheid en lid van de Commissie voor de bescherming van de persoonlijke levenssfeer.
In 1993 werd hij hoofd van de onderzoekseenheid Europese en sociale zekerheid (RUESS) van de KU Leuven, dat werkt rond arbeidsrecht en socialezekerheidsrecht. De onderzoekseenheid is betrokken bij verschillende onderzoeksprojecten voor de Belgische, Nederlandse en Europese administraties en werkt ook in verschillende projecten met vele Centrale- en Oost-Europese staten.
In 1994 werd hij secretaris-generaal van het European Institute of Social Security, een internationale wetenschappelijke organisatie met 400 leden en 18 nationale sectoren. Van 1996 tot 1999 was hij lid van de toezichtsraad van het Max-Planck-Institut für Ausländisches und Internationales Sozialrecht te München en in 1998 werd hij programmadirecteur van het masterprogramma European Social Security aan de KU Leuven. Van 2003 tot 2005 was hij coördinator Studentenbeleid in het bestuur van de KU Leuven. In 2009 werd hij programmadirecteur Engelstalige programma's van de rechtsfaculteit van de KU Leuven.
In 2009 verscheen van zijn hand het boek Onze sociale zekerheid: anders en beter, dat in de Kamer werd voorgesteld door Guy Peeters, algemeen secretaris van de Socialistische Mutualiteiten.
Hij werd bekroond met de titel van "Mejor juslaboralista internacional del año 2000" door de Asturische vereniging van experts in sociaal recht.
In 2005 werd hij lid van de Academia Europaea.
In september 2022 werd hij toegelaten tot het emeritaat. Wel behield Pieters een opdracht aan de Faculteit Rechten en de Faculteit Kerkelijk Recht.

### Politieke carrière
Pieters was van juni 1999 tot mei 2003 voor de Volksunie lid van de Kamer van volksvertegenwoordigers. Hij was een verkozene voor de kieskring Leuven en zetelde in de commissie Herziening van de Grondwet. Als lid van de "bende van vier" (Geert Bourgeois, Frieda Brepoels, Danny Pieters en Karel Van Hoorebeke) stemde hij in 2001 tegen het Lambermontakkoord. Bij het uiteenvallen van de Volksunie was hij een van de stichtende leden van de Nieuw-Vlaamse Alliantie (N-VA).
Als federaal volksvertegenwoordiger was hij van 2002 tot 2003 plaatsvervangend lid van de Conventie over de Toekomst van Europa. 
Bij de Europese verkiezingen van 7 juni 2009 stond hij als tweede opvolger op de Europese lijst van N-VA.
Van februari tot juli 2010 was hij voorzitter van de Vlaamse Dienst voor Arbeidsbemiddeling en Beroepsopleiding (VDAB). Hij werd in deze hoedanigheid door Jef Roos opgevolgd.
Bij de federale verkiezingen van 13 juni 2010 stond hij op de vijfde plaats bij de effectieven op de Senaatslijst van de N-VA. Met meer dan 40.000 voorkeurstemmen werd hij verkozen in de Senaat.
In de zitting van 20 juli 2010 werd hij verkozen tot Voorzitter van de Senaat, de eerste keer in de geschiedenis van België dat deze functie werd bekleed door een Vlaams-nationalist. Hij bleef dat tot 10 oktober 2011, toen duidelijk werd dat de N-VA niet in de nieuwe regering zou zitten en hij plaats ruimde voor Sabine de Bethune CD&V). Vervolgens was Pieters van 2011 tot 2013 eerste ondervoorzitter van de Senaat. Daarnaast was hij van 2010 tot 2011 voorzitter en van 2011 tot 2013 ondervoorzitter van de commissie Institutionele Aangelegenheden. 
Op 4 september 2010 belastte Koning Albert II Senaatsvoorzitter Danny Pieters (N-VA) met een bemiddelingsopdracht om samen met Kamervoorzitter André Flahaut (PS) de afgesprongen regeringsonderhandelingen opnieuw op te starten. Op 5 oktober 2010 werden de bemiddelaars André Flahaut en Danny Pieters na een audiëntie in het Paleis van Laken van hun opdracht ontheven.
Bij de gemeenteraadsverkiezingen in oktober 2012 werd Pieters als lijsttrekker voor N-VA in Leuven verkozen als gemeenteraadslid.

### Na de politiek
Van 1 augustus 2013 tot 31 juli 2017 was Pieters vicerector van de groep Humane Wetenschappen en Internationalisering van de KU Leuven onder rector Rik Torfs. Pieters zette daardoor zijn mandaten als gemeenteraadslid en senator vroegtijdig stop. Hij werd in de Senaat vanaf medio juli 2013 vervangen door Veerle Stassijns.
Van 2016 tot 2021 was hij voorzitter van de Federale Deontologische Commissie en van 2019 tot 2021 voorzitter van de raad van bestuur van het Vlaams Agentschap voor de Uitbetaling van Toelagen in het kader van het Gezinsbeleid (VUTG).
In augustus 2020 werd hij door zijn partij N-VA voorgedragen als rechter bij het Grondwettelijk Hof. In december 2020 werd zijn benoeming bij het Grondwettelijk Hof goedgekeurd in de Kamer en op 13 januari 2021 ging zijn ambt als rechter in.
- Bibsys: 90560760
- Bibliothèque nationale de France: cb13758128d (data)
- CiNii: DA05938817
- Digitale Bibliotheek voor de Nederlandse Letteren: piet131
- Gemeinsame Normdatei: 172308364
- International Standard Name Identifier: 0000 0000 8271 4402
- Library of Congress Control Number: n84091150
- Nationale Bibliotheek van Letland: 000045588
- Bibliotheek van het Japanse parlement: 01224871
- Nationale Bibliotheek van Tsjechië: vse2015883528
- Nationale bibliotheek van Australië: 35450073
- Nationale Bibliotheek van Israël: 987007425437605171
- Nationale Bibliotheek van Polen: a0000001121022
- Nederlandse Thesaurus van Auteursnamen: 072048360
- Système universitaire de documentation: 07334317X
- Trove: 957151
- Virtual International Authority File: 77714745
- WorldCat: E39PBJptWh9VW9bbpbpktfFMyd